# Luigi Giuseppe Jacchia
Luigi Giuseppe Jacchia (* 4. Juni 1910 in Triest; † 8. Mai 1996 in Cambridge, Massachusetts) war ein italienisch-amerikanischer Astronom.

## Leben
Jacchia wurde 1932 an der Universität Bologna in Physik promoviert. Anschließend war er dort als Dozent für Astronomie tätig und beobachtete veränderliche Sterne mit dem 15-cm-Teleskop in Bologna und später mit dem 60-cm-Teleskop in Loiano. 1938 wurde er aufgrund der faschistischen Rassengesetze entlassen und emigrierte in die USA, wo er eine Stelle am Harvard College Observatory erhielt. Im Zweiten Weltkrieg war er mit seinen ausgeprägten Sprachkenntnissen für das United States Office of War Information tätig. Nach Kriegsende arbeitete er wieder am Harvard College Observatory, von 1949 bis 1953 zusätzlich am Massachusetts Institute of Technology.
1956 holte ihn Fred Whipple an das von Washington nach Cambridge verlegte und neu organisierte Smithsonian Astrophysical Observatory, das seinen Forschungsschwerpunkt von der Sonnenphysik auf die Weltraumforschung verlagert hatte. Dort blieb Jacchia bis zu seiner Pensionierung 1980 und beschäftigte sich vornehmlich mit Untersuchungen und Modellen der Erdatmosphäre.

## Leistungen
In seiner Zeit in Bologna und den ersten Jahren in den USA beschäftigte sich Jacchia hauptsächlich mit veränderlichen Sternen, die er über lange Zeiträume studierte. Er war aktiver Mitarbeiter der American Association of Variable Star Observers und verfasste mit Le Stelle Variabili (1933) und The Story of Variable Stars (1941, zusammen mit Leon Campbell) zwei umfassende Werke über diese Objekte.
Am Smithsonian Astrophysical Observatory verlagerte er seine Forschung auf das Gebiet der Geophysik und Atmosphärenphysik. Er war an der Organisation des Internationalen Geophysikalischen Jahres 1957/58 beteiligt und entwickelte Programme zur Untersuchung der Dichte und Zusammensetzung der oberen Atmosphäre aus den Effekten, die sie auf die Bewegung von künstlichen Satelliten ausübte. Es gelang ihm, die Dichte und Temperaturschwankungen der oberen Schichten der Erdatmosphäre und ihre Abhängigkeit von der Rotation und Aktivität der Sonne durch Beobachtung der Flugbahnen von Meteoriten und künstlichen Satelliten zu bestimmen. Seine Atmosphärenmodelle, die er immer weiter verfeinerte und in denen er jahres- und tageszeitliche Schwankungen berücksichtigte, wurden internationale Standards.

## Ehrungen
- Hodgkins-Medaille der Smithsonian Institution, 1980
- Benennung des Asteroiden (2079) Jacchia nach ihm[1]